# 99のなみだ
『99のなみだ』は、バンダイナムコゲームスが2008年6月5日に発売したニンテンドーDS用ソフト。イメージキャラクターには、入山法子が起用されている。携帯電話向けに移植されている。

## 概要
感動して「涙を流す」ことによって、ストレスの解消や気分のリフレッシュを図ることができる。
ゲーム開始時に登録するプレーヤーの個人データ（職業、年齢など）、現在の気分などから、プレーヤーが最も感動する「泣ける感動の話」（1話約10分）が提供される。視聴の際には「静かな環境にいること」・「1人になっていること」の条件を守り、リラックスした状態で進めることが重要である。
早稲田大学・河合隆史教授監修の「なみだのソムリエシステム」を導入しており、最初に入力した個人データや現在の気分、ゲームプレイ中の会話や質問などの様々な要素から、今の自分にあった最も感動する話が提供されるようになっている。ただし個人差があるため、必ず泣けるというわけではない点に留意しておきたい。

## ゲーム内容
ストーリーは、とある店に入るところから始まる。日々の生活に疲れた主人公が、ふと見つけたのは「ナミダノモトあります」と書かれた看板が出ている店だった。店に入り、マスターに迎えられる主人公。そこは、感動する話を提供している不思議な店だった。
マスターからいくつか質問を受けた主人公は、「ナミダノモト」が入ったランプを手渡される。そのランプに火をつけることで、感動する話が始まる。

## 「話」の執筆作家
- 秋元康
- おちまさと
- 高原直泰
- 田辺満
- 羽広克成
- 石川祝男

ほか

## テーマソング
CMソング・エンディングテーマ『Tiny Star』
オープニングテーマ『こころのしずく』
歌：moumoon

## 小説
リンダパブリッシャーズ発刊。ゲームのノベライズ。1冊につき12編の小説を収録。
- 99のなみだ　涙がこころを癒す短篇小説集（2008年4月発売、ISBN 978-4803001266）
- 99のなみだ・雨 涙がこころを癒す短篇小説集（2008年9月発売、ISBN 978-4803001396）
- 99のなみだ・空 涙がこころを癒す短篇小説集（2009年1月発売、ISBN 978-4803001433）
- 99のなみだ・風 涙がこころを癒す短篇小説集（2009年4月発売、ISBN 978-4803001624）
- 99のなみだ・花 涙がこころを癒す短篇小説集（2009年8月発売、ISBN 978-4803001631）
- 99のなみだ・月 涙がこころを癒す短篇小説集（2009年12月発売、ISBN 978-4803001822）
- 99のなみだ・光 涙がこころを癒す短篇小説集（2010年4月発売、ISBN 978-4803001839）
- 99のなみだ・星 涙がこころを癒す短篇小説集（2010年8月発売、ISBN 978-4803001990）
- 99のなみだ・雲 涙がこころを癒す短篇小説集（2010年12月発売、ISBN 978-4803002041）
- 99のなみだ・心 涙がこころを癒す短篇小説集（2011年4月発売、ISBN 978-4803002256）
- 99のなみだ・友 涙がこころを癒す短篇小説集（2011年8月発売、ISBN 978-4803002294）
- 99のなみだ・旅 涙がこころを癒す短篇小説集（2011年12月発売、ISBN 978-4803002973）
- 99のなみだ・桜 涙がこころを癒す短篇小説集（2012年3月発売、ISBN 978-4803003192）
- 99のなみだ・海 涙がこころを癒す短篇小説集（2012年8月発売、ISBN 978-4803003543）
- 99のなみだ・雪 涙がこころを癒す短篇小説集（2012年11月発売、ISBN 978-4803003826）
- 99のなみだ・虹 涙がこころを癒す短篇小説集（2013年4月発売、ISBN 978-4803004434）
- 99のなみだ・蛍 涙がこころを癒す短篇小説集（2013年8月発売、ISBN 978-4803004441）
- 99のなみだ・結 涙がこころを癒す短篇小説集（2013年12月発売、ISBN 978-4803005004）
- 99のなみだ・純 涙がこころを癒す短篇小説集（2014年3月発売、ISBN 978-4803005615）
- 99のなみだ・波 涙がこころを癒す短篇小説集（2014年8月発売、ISBN 978-4803006001）
- 99のなみだ・春 涙がこころを癒す短篇小説集（2015年1月発売、ISBN 978-4803006339）
- 99のなみだ・夏 涙がこころを癒す短篇小説集（2015年3月発売、ISBN 978-4803007015）
- 99のなみだ・秋 涙がこころを癒す短篇小説集（2015年8月発売、ISBN 978-4803007657）
- 99のなみだ・冬 涙がこころを癒す短篇小説集（2015年12月発売、ISBN 978-4803008371）

リンダパブリッシャーズ発刊。読者からの実話集。
- 99のなみだ 第一夜 本当にあったこころを癒す10の物語（2010年4月発売、ISBN 978-4803001884）
- 99のなみだ 第二夜 本当にあったこころを癒す10の物語（2010年12月発売、ISBN 978-4803002034）
- 99のなみだ 第三夜 本当にあったこころを癒す10の物語（2011年10月発売、ISBN 978-4803002690）
- 99のなみだ 第四夜 本当にあったこころを癒す10の物語（2012年11月発売、ISBN 978-4803003703）
- 99のなみだ 第五夜 本当にあったこころを癒す10の物語（2013年12月発売、ISBN 978-4803005011）

泰文堂発刊。1冊につき10編の小説を収録。
- ジュニア99のなみだ（2015年11月発売、ISBN 978-4803008173）

泰文堂発刊。1冊につき15編の小説を収録。
- 99のなみだ ベストセレクション（2016年4月発売、ISBN 978-4803009040）

徳間書店発刊。1冊につき15編の小説を収録。
- 99のなみだ・愛 ベスト作品集（2016年10月発売、ISBN 978-4199052118）

## 漫画
『週刊コミックバンチ』で2009年35号-2010年39号掲載。毎回作者を変えてのコミカライズ。

## 朗読劇
ニッポン放送主催で俳優による朗読劇が催された。
- RO-DOKU音戯草子2011『99のなみだ～涙が心を癒す朗読会～』（2011年6月3日 - 6月5日）
- RO-DOKU音戯草子2012『99のなみだ～涙がこころを癒す～』朗読会（2012年6月1日 - 6月3日）
- RO-DOKU音戯草子2013『99のなみだ～涙がこころを癒す～』朗読会（2013年6月7日 - 6月9日）